# Municipio (Kolumbien)

Karte der Gemeinden mit den Departamentos in Kolumbien.

Die Verbandsgemeinden in Kolumbien (spanisch Municipios) sind dezentralisierte Unterabteilungen der zweiten Ebene, nach der Departamentsebene, und bilden die grundlegende territoriale Einheit der politisch-administrativen Organisation des kolumbianischen Staates. Seit 2002 sind 1.104 Gemeinden sind im DANE registriert (einschließlich der Sonderbezirke, die ebenfalls als Gemeinden gezählt werden).
Jede Verbandsgemeinde hat einen Sitz der Verwaltung, eine (spanisch Cabecera Municipal), einen Ort, die in der Regel den gleichen Namen wie sie trägt und als deren Hauptort fungiert. Häufig wird der Begriff „Gemeinde“ als Synonym für die Verbandsgemeinde verwandt. Es gibt rund 40 Verbandsgemeinden, deren Name nicht mit dem Verwaltungssitz übereinstimmt.
Gemäß Artikel 311 der Verfassung vom 20. Juli 1991 (Constitución Política de Colombia 1991) und dem Gesetz 136 vom 2. Juni 1994 ist ein Municipio die grundlegende territoriale Einheit der politisch-administrativen Gliederung des Staates mit politischer, steuerlicher und administrativer Autonomie innerhalb der von der Verfassung und den Gesetzen der Republik festgelegten Grenzen.
Der Alcalde steht der Gemeinde vor und ist die Amtsbezeichnung eines Bürgermeisters bzw. Gemeindevorstehers.

## Geschichte
In den Verfassungen von 1811, 1832 und 1843 sowie in der Verfassung von Großkolumbien war das Gebiet von Neugranada (das heutige Kolumbien) in Kantone unterteilt, die zu Provinzen zusammengefasst wurden. In der Verfassung von 1853 wurden die Kantone abgeschafft und durch sogenannte Parroquias ersetzt. In der Bundesverfassung von 1858 wurden die Vereinigten Staaten von Kolumbien, die an die Stelle der Provinzen von Neugranada traten, weiterhin in Bezirke unterteilt, welche aber nicht mehr Parroquias, sondern Municipios, also Verbandsgemeinden, genannt wurden.
Mit der zentralistischen Verfassung von 1886, die die Staaten in Departamentos umwandelte, wurden diese in Provinzen und diese wiederum in Gemeindebezirke. unterteilt. Erst mit den Reformen von 1905 und 1910 wurden diese Bezirke offiziell als Verbandsgemeinden mit ihrem heutigen territorialen Charakter bezeichnet; mit der Schaffung des Sonderbezirks Bogotá im Jahr 1954 wurde der Begriff Gemeindebezirk ganz aufgegeben. 
Der Begriff Distrikt tauchte jedoch mit der Verfassung von 1991 wieder auf, in deren Rahmen mehrere Distrikte geschaffen wurden, um eine Verbandsgemeinde aufgrund ihrer wirtschaftlichen, touristischen, historischen, industriellen usw. Bedeutung von ihren Nachbargemeinden zu unterscheiden.

## Verwaltungssystem
Jeder Municipio hat seine eigene territoriale und administrative Organisation.
Die Exekutivgewalt liegt bei einem Alcalde (Bürgermeister), der seit 1988 in einer Volksabstimmung gewählt wird und seit 2004 eine vierjährige Amtszeit hat. Der Bürgermeister ernennt ein Kabinett, das sich aus seinen Sekretären zusammensetzt. 
Außerdem gibt es ein kollegiales Mitverwaltungsorgan, den Gemeinderat. Dabei handelt es sich um eine Körperschaft des öffentlichen Rechts, die für den Erlass von Gemeindeverträgen, die Genehmigung von Handlungen des Bürgermeisters oder die Regelung von Angelegenheiten zuständig ist, die nach nationalem Recht zulässig sind. Der Gemeinderat wird vom Volk für die gleiche Dauer wie der Bürgermeister gewählt. Die Räte haben je nach Einwohnerzahl der Verbandsgemeinde zwischen 7 und 21 Mitglieder. Es ist wichtig klarzustellen, dass es sich um ein Verwaltungsorgan und nicht um ein Gesetzgebungsorgan handelt, da die Gesetzgebungsfunktion in Kolumbien ausschließlich beim Kongress der Republik zentralisiert ist und die vom Rat erlassenen Vereinbarungen Verwaltungsakte sind.
Die Judikative ist von der Exekutive unabhängig und wird durch die Gemeindegerichte vertreten.
Die Bezirke haben eine ähnliche Organisation.

## Gliederung
Die 1.103 Verbandsgemeinden des Landes sind in 32 Departamentos zusammengefasst. Jede Gemeinde hat einen Gemeindesitz, (spanisch Cabecera Municipal). Im Gemeindesitz ist das Verwaltungszentrum der Gemeinde installiert: Bürgermeister, Polizeikommando, Notar, Gericht, Sitz des Gemeinderats. In vielen Fällen wird der Begriff „Gemeinde“ auf den Gemeindesitz angewendet, der manchmal aus corregimientos und / oder Distrikten besteht (große städtische Gebiete, die sich aus mehreren Kommunen zusammensetzen, die als Gemeinden bezeichnet werden). 
Die kolumbianischen Gemeinden – die größte ist Cumaribo mit 65.674 Quadratkilometern und die kleinste ist Sabaneta mit 15 Quadratkilometern – haben teilweise die Fläche deutscher Bundesländer (zum Vergleich: Bayern 70.550 Quadratkilometer). Sie bestehen meist aus mehreren Ortschaften. Das Verwaltungsgebiet umfasst oft sowohl die jeweilige namensgebende zentrale, meist städtische Siedlung, als auch die umliegende Großregion, also weiträumige ländliche Gebiete.

## Politische Bedeutung
Politisch ist die Gemeinde in Kolumbien eine Zelle des Staatsorganismus. Administrativ ist dies die Einheit mit den größten Verantwortlichkeiten für die Präsentation öffentlicher Dienstleistungen. Geographisch ist es ein Teil des Staatsterritoriums. Die Departamentsversammlung ist zuständig für die Schaffung und Beseitigung von Gemeinden, die Trennung und Hinzufügung von Stadtgebieten sowie die Organisation von Provinzen. Schließlich stellt der öffentliche Wille, der sich in der Konsultation der Bevölkerung manifestiert, eine unabdingbare Voraussetzung für die Schaffung einer neuen Gemeinde dar. Ein solcher Volkswille kann vor oder nach der Genehmigung der sie erlassenden Departamentsverordnung manifestiert werden.

## Funktionen
Die Gemeindeverwaltung muss auch die Probleme lösen, die sich auf den öffentlichen Raum, den Fahrzeugverkehr, den Markt und die öffentliche Ordnung beziehen. Darüber hinaus ist sie für die Bereitstellung von Grundwasser für Trinkwasser und sanitäre Grundversorgung, den Bau, die Wartung und die Bereitstellung von offiziellen Bildungseinrichtungen, Sportanlagen und Einrichtungen für die medizinische Grundversorgung zuständig. Verwaltung des lokalen Gesundheitssystems, technische Hilfe für die Landwirtschaft, Zuteilung von freien Grundstücken durch das Instituto Colombiano de Desarrollo Rural (INCODER), „Kolumbianisches Institut für ländliche Entwicklung“, Durchführung integrierter Programme zur Entwicklung des ländlichen Raums, Anpassung der Straßeninfrastruktur und öffentlicher Dienste und Gemeinschaftsdienste, Kofinanzierung von Sozialwohnungen; die Erhaltung und den Betrieb von Häfen und kleinen Flussläufen, den Bau und die Erhaltung von Straßennetzen, die Regulierung des städtischen Verkehrs, die Erbringung öffentlicher Dienstleistungen für zu Hause, die Sicherheit der Bürger, die Kontrolle und die Förderung der öffentlichen Ordnung für ein friedliches Zusammenleben sowie die Rücksicht benachteiligter Bevölkerungsgruppen. Die städtischen Behörden haben auch wichtige Kontroll- und Ordnungsfunktionen für die Landnutzung sowie die Lösung von Konflikten mit der Policía Nacional de Colombia (PNC), der Nationalpolizei Kolumbiens.

## Gemeinden nach Departamento
| Departamento               | Municipios | Corregimientos |
| -------------------------- | ---------- | -------------- |
| Amazonas                   | 2          | 9              |
| Antioquia                  | 125        |                |
| Arauca                     | 7          | 7              |
| Atlántico                  | 23         |                |
| Bolívar                    | 46         |                |
| Boyacá                     | 123        |                |
| Caldas                     | 27         |                |
| Caquetá                    | 16         |                |
| Casanare                   | 19         |                |
| Cauca                      | 42         |                |
| Cesar                      | 25         |                |
| Chocó                      | 30         |                |
| Córdoba                    | 30         |                |
| Cundinamarca               | 116        |                |
| Guainía                    | 1          | 8              |
| Guaviare                   | 4          |                |
| Huila                      | 37         |                |
| La Guajira                 | 15         |                |
| Magdalena                  | 30         |                |
| Meta                       | 29         |                |
| Nariño                     | 64         |                |
| Norde de Santander         | 40         |                |
| Putumayo                   | 13         |                |
| Quindío                    | 12         |                |
| Risaralda                  | 14         |                |
| San Andrés und Providencia | 2          |                |
| Santander                  | 87         |                |
| Sucre                      | 26         |                |
| Tolima                     | 47         |                |
| Valle del Cauca            | 42         |                |
| Vaupés                     | 3          | 3              |
| Vichada                    | 4          |                |
| Bogotá D.C.                | 1          |                |